# Ardisia breedlovei
Ardisia breedlovei är en viveväxtart som beskrevs av C.L. Lundell. Ardisia breedlovei ingår i släktet Ardisia och familjen viveväxter. Inga underarter finns listade i Catalogue of Life.